# Burgerlijk-Democratische Partij
De Burgerlijk-Democratische Partij van Zwitserland (Duits: Bürgerlich-Demokratische Partei der Schweiz, Frans: Parti Bourgeois-Démocratique Suisse, Italiaans: Partito borghese democratico Svizzera, Reto-Romaans: Partida burgais democratica svizra), is een conservatieve en conservatief-liberale partij in de Bondsrepubliek Zwitserland. De partij is een afsplitsing van de rechtse Zwitserse Volkspartij (SVP).

## Geschiedenis
Na de Zwitserse parlementsverkiezingen van 21 oktober 2007, waarbij de SVP wederom winst boekte, werd de rechts-populistische Christoph Blocher niet meer als Bondsraadslid herkozen. In zijn plaats werd de gematigde Eveline Widmer-Schlumpf, voormalig voorzitster van de Regeringsraad van het kanton Graubünden, gekozen. Dit geheel tegen de zin van Blocher en veel SVP'ers in de Bondsvergadering (parlement). De partijleiding had verklaard dat als Blocher niet zou worden herkozen, de SVP in de oppositie zou gaan. De verkiezing van mevr. Widmer-Schlumpf en de herverkiezing van Samuel Schmid (die zich gewoon had gekandideerd, ondanks de dreigementen van de partijleiding), leidde ertoe dat de SVP-leiding besloot in de oppositie te gaan en Widmer-Schlumpf en Schmid als partijleden te royeren. Zij bleven echter gewoon lid van de Bondsraad. De partijstatuten van de SVP verbood echter uitsluiting van leden zonder een raadpleging van de kantonnale afdeling van de partij in Graubünden, de afdeling van Widmer-Schlumpf en de afdeling van de partij in Bern, de afdeling van Schmid.

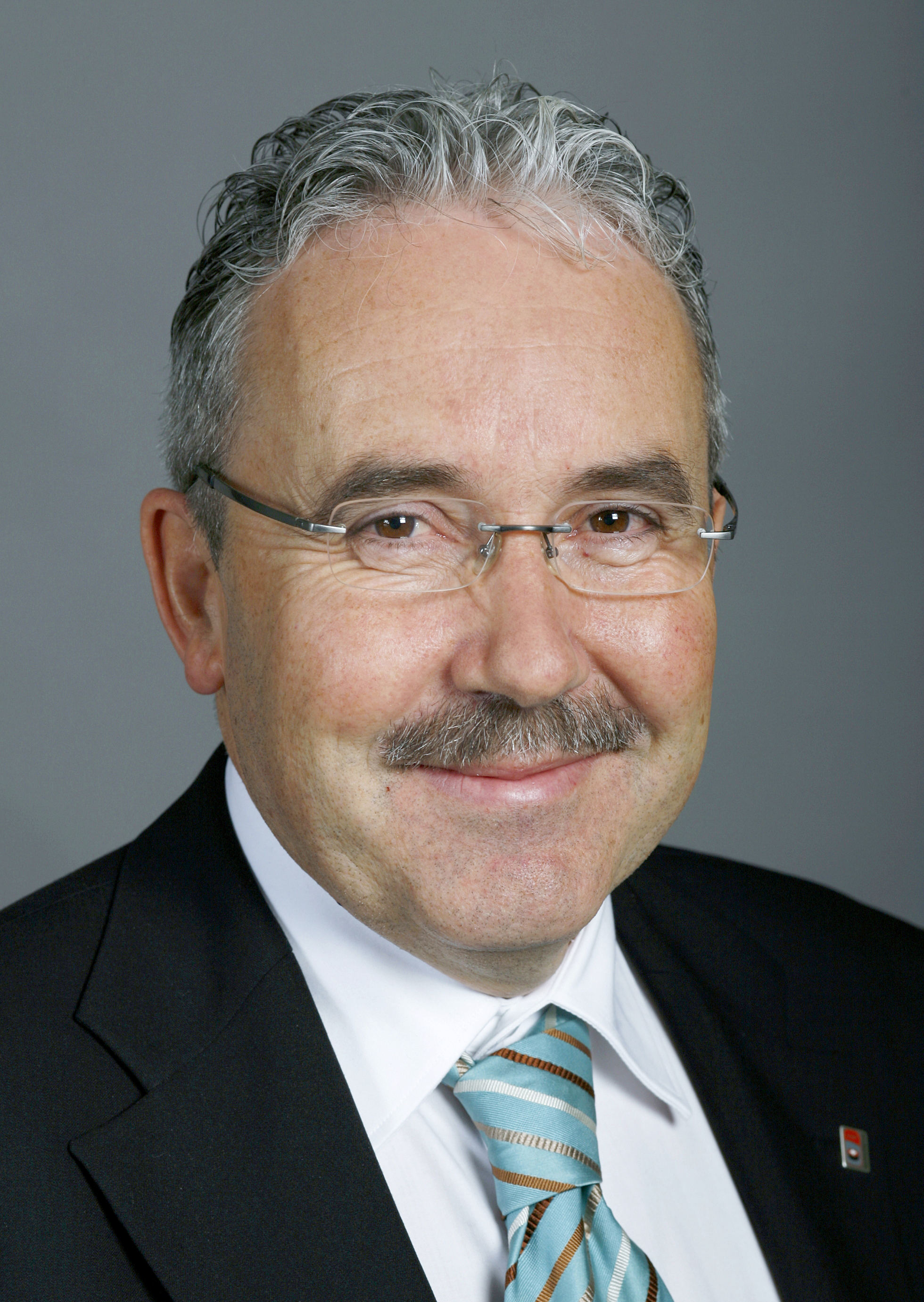
Partijvoorzitter Hans Grunder

De SVP-Graubünden verklaarde zich solidair met Widmer-Schlumpf en werd op 16 juni 2008 uit de federale SVP gesloten. De SVP'ers uit Graubünden richtten daarop een nieuwe partij op: de Burgerlijk-Democratische Partij Graubünden (BGP Graubünden).
De SVP-Bern verklaarde in meerderheid dat Schmid geen deel meer uitmaakte van de SVP. Een niet onbelangrijk deel van de SVP-Bern, die Schmid steunde, trad echter uit de partij en stichtte de BDP-Bern.
De oprichting van de BDP's in Bern en Graubünden lijkt misschien spontaan, maar dat is het niet. Al geruime tijd bestonden er spanningen tussen de kantonsafdelingen van de SVP in die kantons over de rechts-populistische partijlijn van de partijleiding van de federale SVP. De SVP's in Bern en Graubünden (maar ook in Glarus) waren traditioneel altijd veel liberaler dan de SVP's in andere kantons, met name die in Zürich (de thuisbasis van Blocher).
De BDP's in Bern en Graubünden vormen de basis voor de federale BDP die op 1 november 2008 tot stand kwam. In andere kantons werden ook kantonnale BGP's opgericht. De meeste leden waren voordien lid van de SVP.
De partij was tot voor kort alleen in Duitstalige kantons actief, maar op 9 januari 2009 werd een partijafdeling in het kanton Valais opgericht, de Parti bourgeois démocratique Valais, als eerste partij in Romandië.
Samuel Schmid is inmiddels als Bondsraadslid afgetreden. Voor hem in de plaats werd de SVP'er Ueli Maurer.
Bij de parlementsverkiezingen verkreeg de partij 9 zetels in de Nationale Raad en 1 zetel in de Kantonsraad en werd Widmer-Schlumpf herkozen als lid van de Bondsraad. Een grote nederlagen leden de burgerlijk-democraten bij de parlementsverkiezingen van 2015 toen de partij twee zetels verloor in de Nationale Raad en er 7 overhield, terwijl de ene zetel in de Kantonsraad behouden bleef. Widmer-Schlumpf trad op oudjaarsdag 2015 terug als lid van de regering, waarna Guy Parmelin, een lid van de SVP in haar plaats een zetel in de Bondsraad kreeg. Hiermee is de BDP haar laatste bewindspersoon in de bondsregering kwijtgeraakt.

## Positionering

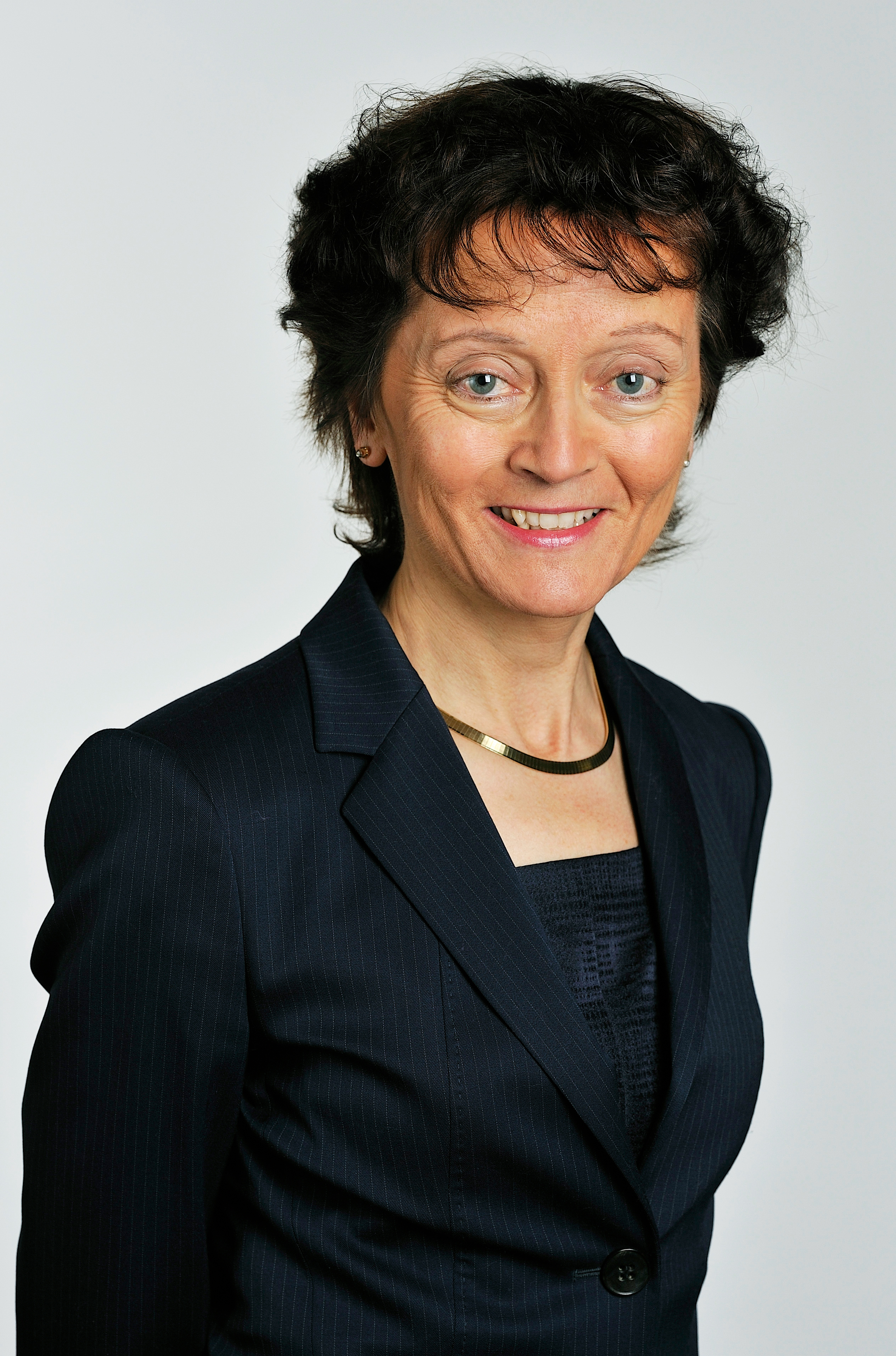
Eveline Widmer-Schlumpf

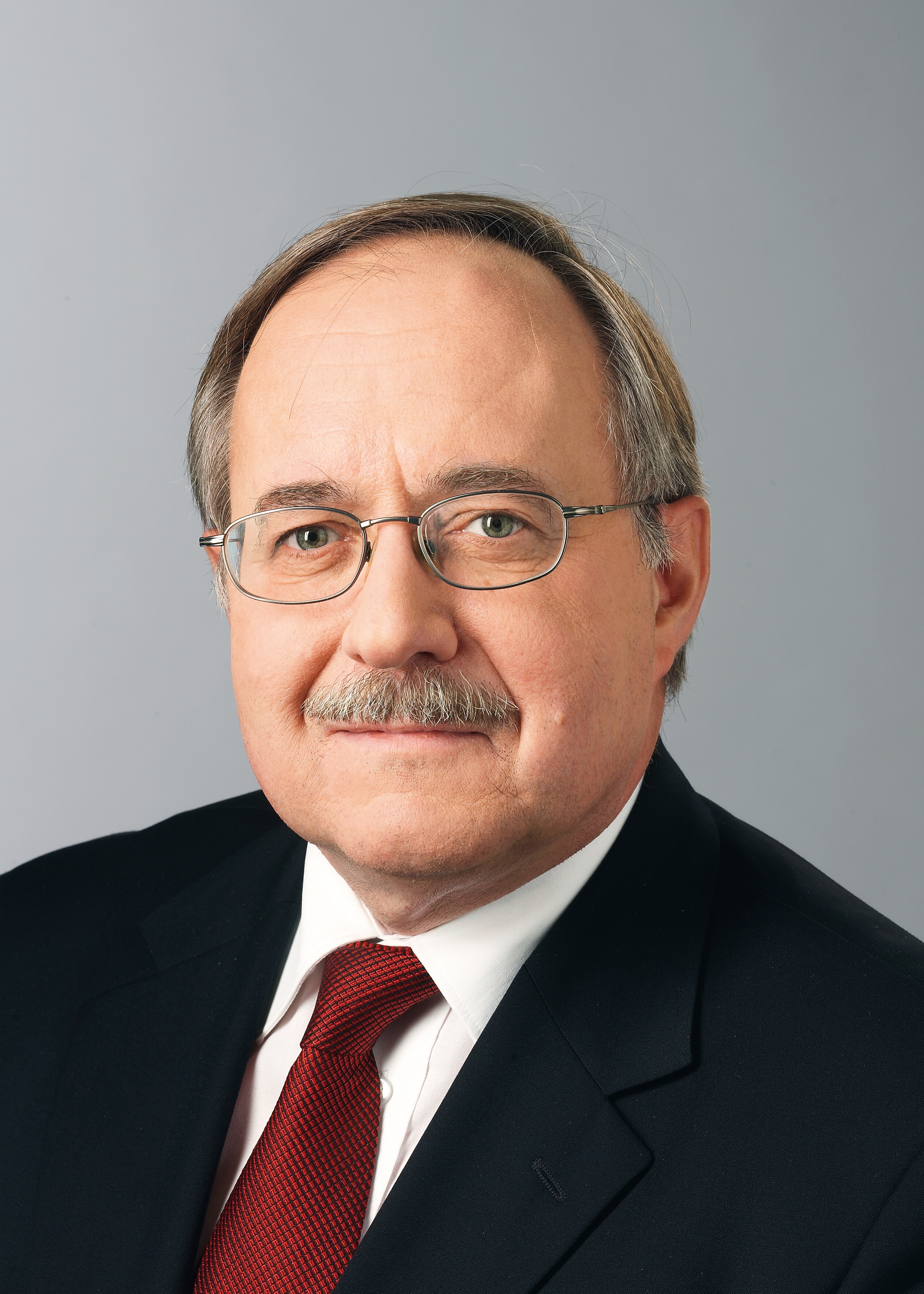
Samuel Schmid

De BGP is een conservatief-liberale partij en staat rechts van de FDP.Die Liberalen, maar "links" van de SVP waar zij uit is voortgekomen. De partij is voorstander van directe democratie en economisch liberalisme. Daarnaast is de partij traditionalistisch van inslag. Net als de SVP hecht de BDP veel aan traditionele normen en waarden. De partij is eurosceptisch: tegen een Zwitsers lidmaatschap van de Europese Unie, maar voor bilaterale verdragen met de EU. De BDP is reëler is haar standpunten omtrent buitenlandse arbeidskrachten en integratie dan de SVP. Waar de SVP zegt "geen plaats te bieden aan zwarte schapen", benadrukt de BDP vooral het belang van integratie in de Zwitserse maatschappij.
De laatste jaren positioneert de partij zich in het politieke midden en na de nederlaag bij de parlementsverkiezingen van 2015 was de partij betrokken bij gesprekken met de Christendemocratische Volkspartij (CVP) en de Groen-Liberale Partij (GLP) over de vorming van een "Allianz der Mitte" ("Alliantie van het Midden").
De standpunten van de BDP en de CVP komen grotendeels overeen, toch zijn plannen voor verregaande samenwerking op federaal niveau van de baan.
| Standpunt                                                     | Standpunt |
| ------------------------------------------------------------- | --------- |
| Pensioengerechtigde leeftijd naar 67 jaar                     |           |
| Zwangerschapsverlof naar 24 weken                             |           |
| Meer sociale voorzieningen voor families met een laag inkomen |           |
| Meer geld naar integratie van migranten                       |           |
| Strengere inburgeringseisen                                   |           |
| Verruiming adoptiewetgeving ten gunste van homoseksuele paren |           |
| Strenge abortuswetgeving                                      |           |
| Federale belastingverhoging                                   |           |
| Handhaving moratorium genetische manipulatie                  |           |
| Geleidelijke afbouw kernenergie                               |           |
| Een kleiner leger                                             |           |
| Toetreding tot de EU                                          |           |

## Bondsraad
| Afbeelding                                                                                     | Persoon                 | Kanton | Departement                   | Periode          | Bondspresident          |
| ---------------------------------------------------------------------------------------------- | ----------------------- | ------ | ----------------------------- | ---------------- | ----------------------- |
|                                                                                                | Samuel Schmid           | BE     | Defensie                      | 2001-2008a       | bondspresident in 2005b |
|                                                                                                | Eveline Widmer-Schlumpf | GR     | Financiën Justitie en Politie | 2008a-2010 -2015 | bondspresident in 2012  |
| a Gekozen als lid van de SVP; op 1 november 2008 medeoprichter van de BDP b Als lid van de SVP |                         |        |                               |                  |                         |

## Voorzitter
Voorzitter van de BDP is Hans Grunder (BE) en fractievoorzitster in de Nationale Raad is Brigitta Gadient (GR).

## Fractie
De fractie van de BDP in de Bondsvergadering (Fractie van de Burgerlijk-Democratische Partij in de Bondsvergadering) wordt voorgezeten door Rosmarie Quadranti (NR) uit het kanton Zürich.
| Fractie BDP in de Bondsvergadering | Fractie BDP in de Bondsvergadering    |
| ---------------------------------- | ------------------------------------- |
| Fractievoorzitter:                 | Rosmarie Quadranti                    |
| Partijen:                          | BDP                                   |
| Zetels:                            | 7 (Nationale Raad: 7; Kantonsraad: 0) |

## Verkiezingsresultaten
| Zetelverdeling GLP 2007-2019 Nationale Raad | Zetelverdeling GLP 2007-2019 Nationale Raad | Zetelverdeling GLP 2007-2019 Nationale Raad | Zetelverdeling GLP 2007-2019 Nationale Raad |
| Jaar                                        | Zetels                                      | %                                           | +/-                                         |
| ------------------------------------------- | ------------------------------------------- | ------------------------------------------- | ------------------------------------------- |
| 2011                                        | 9                                           | 5,4                                         | 9                                           |
| 2015                                        | 7                                           | 4,1                                         | 2                                           |
| 2019                                        | 3                                           | 2,4                                         | 4                                           |

| Zetelverdeling GLP 2007-2019 Kantonsraad | Zetelverdeling GLP 2007-2019 Kantonsraad |
| Jaar                                     | Zetels                                   |
| ---------------------------------------- | ---------------------------------------- |
| 2011                                     | 1                                        |
| 2015                                     | 1                                        |
| 2019                                     | 0                                        |

## Verwijzingen
Zwitserse Volkspartij · Sociaaldemocratische Partij van Zwitserland · Vrijzinnig-Democratische Partij.De Liberalen · Het Centrum
Groene Partij van Zwitserland · Groen-Liberale Partij · Burgerlijk-Democratische Partij · Zwitserse Partij van de Arbeid · Christelijk Sociale Partij van Zwitserland · Evangelische Volkspartij · Federaal-Democratische Unie · Lega dei Ticinesi · Zwitserse Democraten · Socialistisch Groen Alternatief Zug · SolidaritéS